# Moskwa (1979)
Moskwa, do 1995 roku Sława – radziecki, a następnie rosyjski krążownik rakietowy, pierwsza jednostka projektu 1164 (Atlant, w kodzie NATO: Slava). Okręt wodowany w 1979 roku, wszedł do służby w 1982 roku w Marynarce Wojennej Związku Radzieckiego pod nazwą „Sława” (Слава), służył we Flocie Czarnomorskiej. Po rozpadzie ZSRR został przejęty przez marynarkę Rosji i w 1995 roku przemianowany na „Moskwa” (Москва). Okręt flagowy Floty Czarnomorskiej.
W 2008 roku krążownik „Moskwa” brał udział w rosyjskim ataku na Gruzję, w 2014 roku w rosyjskiej inwazji na Krym, rok później zaś wspierał rosyjskie operacje bojowe w Syrii. W 2022 roku okręt wziął udział w inwazji na Ukrainę, uczestnicząc w ataku na Wyspę Wężową, a 14 kwietnia 2022 został zatopiony ukraińskimi pociskami przeciwokrętowymi R-360 Neptun.

## Budowa i skrócony opis
„Sława” była pierwszą prototypową jednostką krążowników rakietowych projektu 1164, noszącego oznaczenie kodowe Atłant, a w kodzie NATO nazwanego typem Slava od pierwszego okrętu. Stępkę pod budowę okrętu położono w stoczni imienia 61 Komunardów w Mikołajowie 5 listopada 1976 roku, z numerem budowy 2008. Wodowanie nastąpiło 27 lipca 1979 roku, a wejście do służby 30 grudnia 1982 roku.

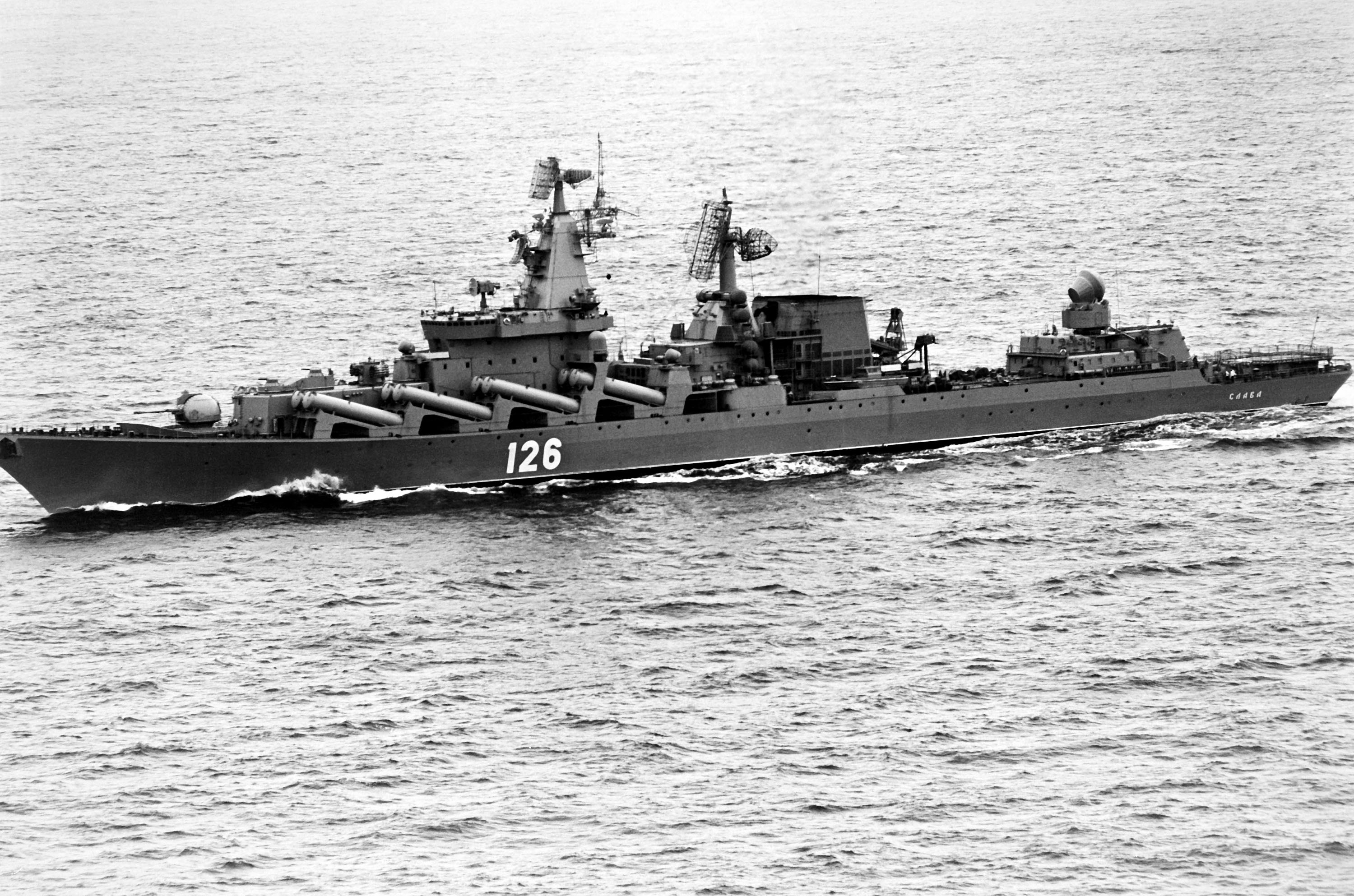
Krążownik „Sława” na Morzu Śródziemnym, 1983 rok

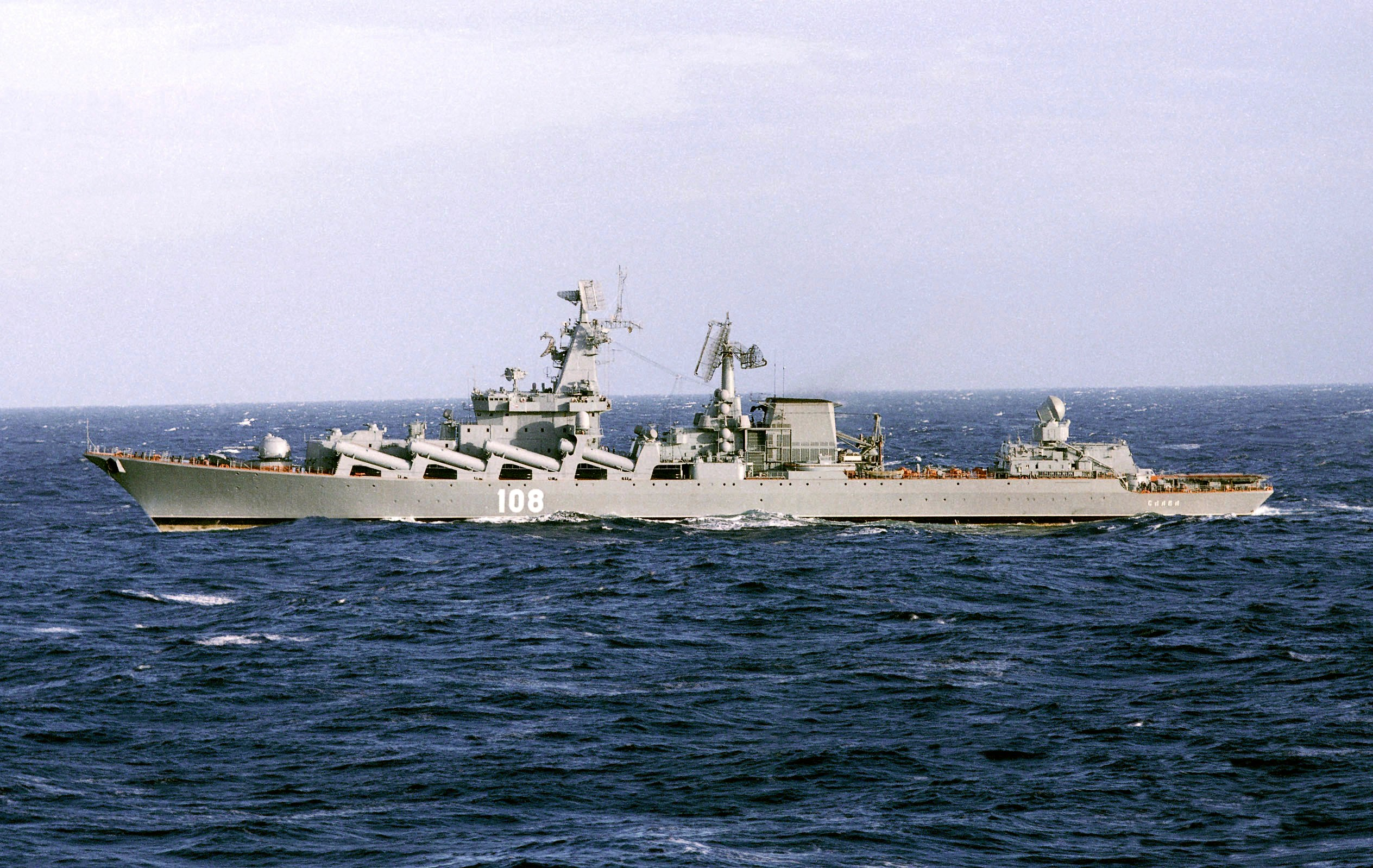
Krążownik „Sława” na Morzu Śródziemnym, 1986 rok

Okręty projektu 1164 były zaprojektowane w ZSRR jako krążowniki rakietowe nowej generacji przeznaczone do zadań uderzeniowych, przede wszystkim do zwalczania lotniskowców amerykańskich przy pomocy ciężkich pocisków przeciwokrętowych, a także do obrony przeciwlotniczej zespołów floty dzięki nowym pociskom dalekiego zasięgu. Ich głównym uzbrojeniem było 16 wyrzutni ciężkich pocisków przeciwokrętowych P-500 Bazalt, ustawionych parami na pokładzie w części dziobowej. Podczas średniego remontu okręt przystosowano do przenoszenia nowszych pocisków P-700 Wulkan (oznaczanych też P-1000). Drugim zasadniczym uzbrojeniem było osiem pionowych rewolwerowych wyrzutni pocisków przeciwlotniczych dalekiego zasięgu S-300F Fort z zapasem 64 pocisków, umieszczonych w kadłubie, w rufowej części śródokręcia. Ponadto okręty miały do samoobrony dwie dwuprowadnicowe chowane wyrzutnie pocisków przeciwlotniczych bliskiego zasięgu Osa-MA z zapasem 40 pocisków, umieszczone na rufie po obu stronach hangaru.
Artyleria główna składała się z dwóch dział kalibru 130 mm w jednej dwudziałowej wieży AK-130 na dziobie, z zapasem 600 nabojów, mogących służyć także do ostrzeliwania celów brzegowych. Artyleria była kierowana radarem artyleryjskim MR-184 Lew. Uzupełniało ją sześć działek wielolufowych kalibru 30 mm AK-630M, tworzących trzy zestawy artyleryjskie obrony bezpośredniej z własnymi radarami MR-123 Wympieł. Zestawy te umieszczone były na dziobie przed nadbudówką oraz na burtach na śródokręciu.
Broń podwodną stanowiło 10 wyrzutni torped kalibru 533 mm w dwóch pięciorurowych aparatach, służących do wystrzeliwania torped przeciw okrętom podwodnym SET-65 lub przeciw okrętom nawodnym 53-65K. Uzupełniały je dwie dwunastoprowadnicowe wyrzutnie RBU-6000 rakietowych bomb głębinowych kalibru 213 mm systemu Smiercz-2, ze 144 bombami RGB-60. Do zwalczania okrętów podwodnych na większych odległościach mógł służyć śmigłowiec pokładowy Ka-27PŁ, z hangarem i lądowiskiem na rufie okrętu. Zamiast niego można było zabrać śmigłowiec wskazywania celów dla rakiet przeciwokrętowych Ka-25C. Do wykrywania okrętów podwodnych własnymi siłami służył kompleks sonarowy Płatina, z anteną na dziobie i anteną holowaną.
Wyporność standardowa okrętu wynosiła 9,3 tys. t, a pełna 11,3 tys. t. Długość całkowita wynosiła 186 m, a na linii wodnej 170 m, natomiast szerokość 20,8 m, a zanurzenie 8,4 m. Napęd był kombinowany w układzie COGOG, napędzający dwie śruby. Napęd mocy szczytowej stanowiły dwa zespoły obejmujące łącznie cztery turbiny gazowe M-8KF o mocy łącznej 110 tys. KM pozwalające na osiąganie prędkości maksymalnej 32,5 węzła. Napęd marszowy stanowiły dwie turbiny gazowe M-70 o mocy łącznej 20 tys. KM i dodatkowo dwie turbiny parowe o mocy 12 tys. KM, zasilane w parę kotłami ogrzewanymi od gazów spalinowych. Przy prędkości ekonomicznej 18 węzłów zasięg wynosił 7500 mil morskich. Załogę początkowo stanowiło 485 osób, w tym 66 oficerów.

## Służba
Po wejściu do służby 7 lutego 1983 roku okręt przydzielono do Floty Czarnomorskiej, z bazą w Sewastopolu. Kilkakrotnie pływał po Morzu Śródziemnym na tzw. służbie bojowej, śledząc okręty państw NATO. W kwietniu 1985 roku, gdy pełnił służbę na Morzu Śródziemnym u wybrzeży Libii, doszło do pożaru na pokładzie. Między 27 maja 1986 a 20 lutego 1987 roku krążownik operował na Morzu Śródziemnym i północnym Atlantyku; w tym czasie w listopadzie 1986 roku odbył wizytę w Pireusie. Nosił zmienne numery burtowe: 126 (1983), 108 (1984), 106 (1987), 121 (1990).
W dniach 2–3 grudnia 1989 roku „Sława” uczestniczyła w szczycie na Malcie, będącym pierwszym spotkaniem radzieckiego przywódcy Michaiła Gorbaczowa i prezydenta USA George′a Busha, który przybył na krążowniku USS „Belknap”. Część spotkań miała odbyć się na pokładzie „Sławy”, lecz zostało to uniemożliwione przez złą pogodę.
Między 21 marca 1991 a sierpniem 1998 roku krążownik przechodził średni remont w stoczni im. 61 Komunardów w Mikołajowie, a następnie w Siewmorzawodzie w Sewastopolu. W tym czasie w ramach podziału Floty Czarnomorskiej został przejęty przez marynarkę Rosji, a 16 maja 1995 roku zmieniono mu nazwę na „Moskwa”, po wycofanym krążowniku śmigłowcowym proj. 1123. Został następnie okrętem flagowym rosyjskiej Floty Czarnomorskiej. Nosił tytuł okrętu gwardyjskiego oraz numer burtowy 121
7 września 2009 roku miała miejsce awaria pomocniczego kotła parowego w przedniej maszynowni i doszło do pożaru, na skutek czego dziesięciu marynarzy odniosło obrażenia. W 2003 roku na pokładzie „Moskwy” na Morzu Śródziemnym doszło do spotkania prezydenta Rosji Władimira Putina i premiera Włoch Silvio Berlusconiego.
W 2008 roku „Moskwa” wzięła udział rosyjskim ataku na Gruzję, w 2014 roku w osłonie rosyjskiej inwazji na Krym, rok później zaś wspierała rosyjskie operacje bojowe w Syrii. Po zestrzeleniu rosyjskiego bombowca Su-24 zapewniać miała ochronę przeciwlotniczą dla rosyjskich sił w tym kraju. W 2015 roku okręt odwiedził m.in. Luandę w Angoli i Malabo w Gwinei Równikowej.

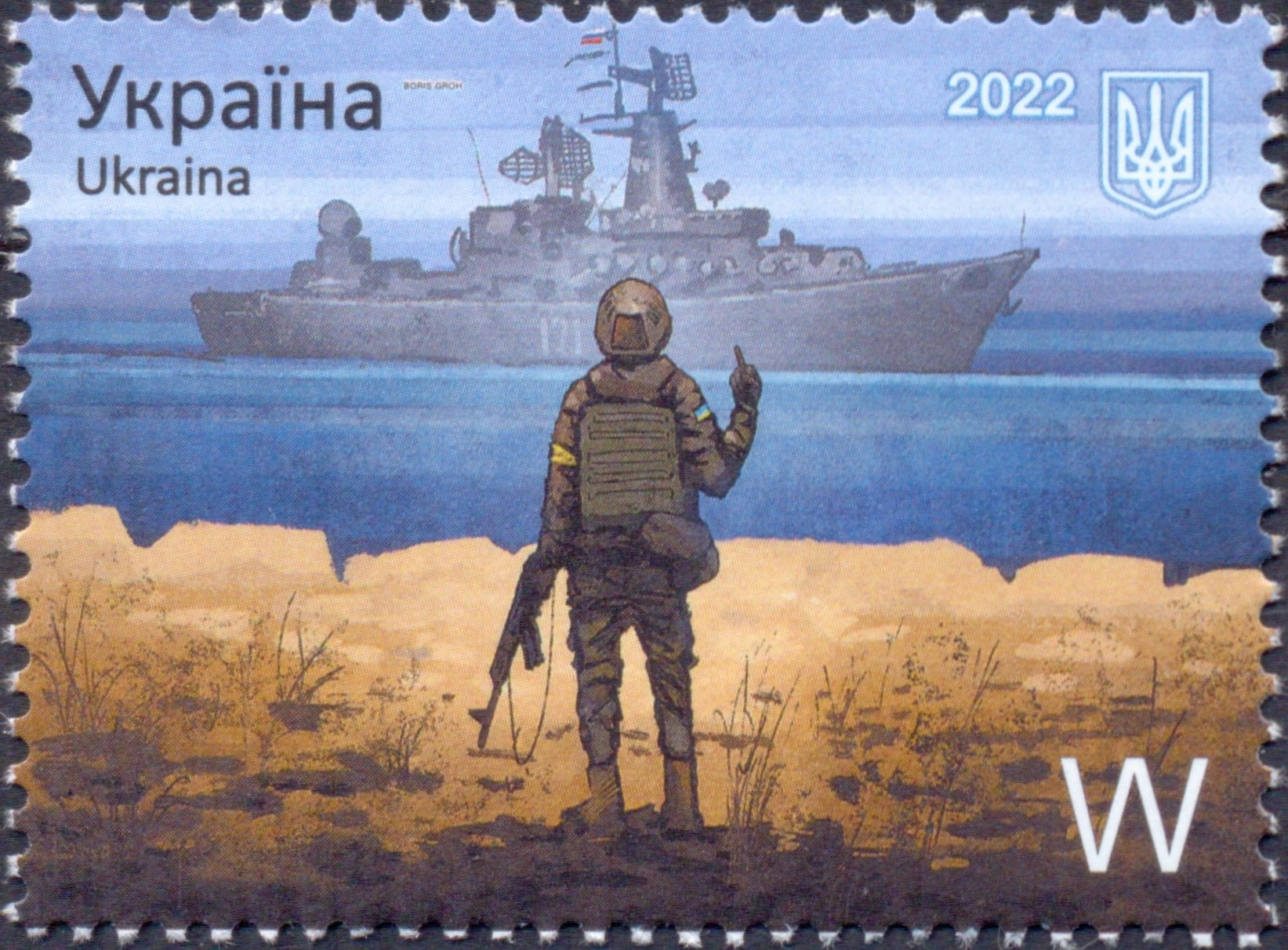
Ukraiński znaczek pocztowy „Rosyjski okręt wojenny, idź w…!” ilustrujący reakcję ukraińskiej straży granicznej z Wyspy Wężowej na groźby padające z krążownika „Moskwa” wydany 2 dni przed jego zatonięciem

Krążownik brał udział w inwazji na Ukrainę w 2022 roku, poczynając 24 lutego od ostrzelania Wyspy Wężowej, której personel odmówił złożenia broni, co stało się następnie jednym z symboli oporu Ukrainy. W ciągu kolejnych tygodni „Moskwa” działała u wybrzeży obwodów odeskiego, mikołajowskiego i chersońskiego. 13 kwietnia 2022 roku około godz. 19 okręt został trafiony i uszkodzony dwoma pociskami przeciwokrętowymi systemu Neptun. Znajdował się on wówczas około 60–65 mil morskich na południe od Odessy. Rosja nie potwierdziła ataku na okręt, lecz następnego dnia przyznała (nie wskazując przyczyny), że doszło na nim do eksplozji amunicji i pożaru. Według strony rosyjskiej, poważne uszkodzenie jednostki spowodowało, że jej załoga została ewakuowana na inne okręty, a pozostawiono tylko część personelu niezbędną do utrzymania i zabezpieczenia jednostki podczas holowania. 14 kwietnia 2022 wieczorem Ministerstwo Obrony Federacji Rosyjskiej poinformowało, że podczas holowania okręt „zatonął w warunkach sztormu”, chociaż raporty pogodowe wskazują, że warunki na Morzu Czarnym były wówczas łagodne. Nie jest oficjalnie znana liczba ofiar z liczącej około 500 osób załogi, a komunikat rosyjski mówił o ewakuacji całej załogi. Według niepotwierdzonych informacji, zginęło 37 członków załogi, około 27 zaginęło, a około 100 zostało rannych, natomiast wcześniejsze niepotwierdzone źródła mówiły o uratowaniu tylko 58 marynarzy. Wrak krążownika, spoczywający na dnie Morza Czarnego na głębokości 45–50 m, ok. 130 km od Odessy, został wpisany do rejestru podwodnego dziedzictwa Ukrainy jako obiekt numer 2064.
Zatopienie krążownika wywołało szeroki oddźwięk na świecie i stało się dużą porażką prestiżową dla Rosji i sukcesem strony ukraińskiej. Był to największy okręt zatopiony podczas działań wojennych od czasu zatopienia argentyńskiego krążownika „General Belgrano” w 1982 roku pod Falklandami.
W kwietniu 2022 do prac przy wraku krążownika skierowano okręt ratowniczy rosyjskiej Floty Czarnomorskiej, katamaran „Kommuna”. Podniesienie wraku „Moskwy”, z uwagi na jego rozmiary, siłami „Kommuny” nie jest możliwe, operacja miała na celu prawdopodobnie wydobycie tajnych dokumentów, sprzętu wojskowego oraz pocisków przeciwokrętowych i przeciwlotniczych.